# 왕순례
왕순례(王循禮, ? ~ 1485년 6월 10일)는 조선의 숭의전 부사(崇義殿副使)이다. 본관은 개성이며, 고려 현종의 후손이다.
고려 멸망 후 공주(公州)에서 제우지(齊牛知)라는 이름으로 변성명하고 살아가다가 조선 문종 때 정체가 드러나, 문종이 그를 특별히 사면하여 숭의전부사로 제사를 봉사하게 하였다.

## 생애
아버지는 왕거오(王居五) 또는 왕미(王美)이고, 어머니는 미상이다. 그의 어머니가 제씨인지 할머니가 제씨인지는 불분명하다. 그는 고려 현종의 후손인 왕휴(王休)의 서손이다. 할아버지 왕휴는 마부령(麻副令)과 영해군관찰사를 지냈으나 1394년(조선 태조 2년) 순금사(巡禁司)에 체포되어 거제도로 보내졌다가 살해되었다. 아버지 왕거오(王居五)의 생애에 대해서는 알려진 바 없다. 그는 공주(公州)에서 제우지(齊牛知)라고 변성하며 살고 있었다.
조선 문종 2년(1452) 3월 4일에 이웃 사람과 밭 경계를 가지고 다툼이 벌이다가 이웃 사람이 관가에 왕씨라고 밀고하여 붙잡혀 오게 되었는데, 그 때는 이미 왕씨들에 대한 멸족령이 해제된 때였다. 문종이 우지에게 의복, 갓, 신, 안장 얹은 말[鞍馬], 쌀, 콩을 하사하였다.
조선 문종 2년(1452) 3월 18일에 왕우지에게 노비와 전답을 내리는 명이 내려졌지만, 문종의 승하로 즉시 시행하지 못하다가 조선 단종 즉위년(1452) 5월 19일에 다시 시행하였으며, 같은 해 7월 2일에 숭의전 부사(崇義殿副使)로 제수받았다. 또한 왕순례(王循禮)라는 이름을 받았다.
조선 세조 5년(1459) 9월 19일에는 정처를 소박하고 첩을 아끼고, 방자스럽게 행동한다는 이유로 탄했되었다. 그러다 같은 왕 9년(1463) 1월 10일에 복직되었다.
세조 11년(1465) 6월 2일에는 문소전 삭제(文昭殿朔祭)의 음복연(飮福宴)을 베푸는 와중에서 왕순례를 불렀는데, 조선 세조가 말하길 "너는 비록 직위는 낮더라도 왕실(王室)의 손[賓]이 되었으니, 마땅히 2품의 아래에 앉도록 하라."하고, 어탁(御卓)을 내려 주며 말하기를,"인리(隣里)의 족속(族屬)과 같이 여긴다."라고 하였다.
12년 1월 3일에는 세자의 생일 잔치에 왕순례도 부름을 받아 나간 자리에서 세조가 내린 어탁을 받고, 세조가 말하길 "내가 사사로이 네게 은혜를 베푸는 것이 아니다. 네가 선대(先代)의 후손이라 하여 세종(世宗)께서 왕씨(王氏)의 뒤를 세우고자 하였으나 이루지 못하였고, 문종(文宗)께서 비로소 숭의전(崇義殿)7311) 을 세워 그 제사를 잇게 하였으니, 지금 내가 선왕(先王)의 뜻을 이어받든 것이다."라고 하였다.
13년 1월 3일에 또 다시 세자의 생일 잔치에 불려갔는데, 세조가 이르기를 숭의전 부사(崇義殿副使) 왕순례(王循禮)를 불러서 잔치에 나오게 하고, 왕순례에게 이르기를, "여기에 앉아 있는 사람들은 모두 나의 신료(臣僚)들이다. 너는 전대(前代)의 후예(後裔)이니 마땅히 빈례(賓禮)로써 대접해야 하겠다."하고, 왕순례에게 2품의 반열(班列)에 앉게 명하였다. 그리고 술을 올리게 하고 이르기를, "선대(先代)의 후예는, 예전에는 다 죽여 없애려고 하여 남아 있는 자가 없었다. 그러나 나는 그렇지 아니하고, 높은 벼슬과 후한 녹(祿)을 주어서 선조(先祖)의 제사(祭祀)를 받들게 하여 기쁨을 같이할 것을 기약하니, 너는 마땅히 몸가짐을 삼가고 조심하여 대대로 집안을 보전하라. 《시경(詩經)》에 이르기를, '주(周)나라에 복종케 하셨으니 천명(天命)은 무상(無常)한 것이다.' 하였으니, 이를 이름이다."라고 하였다.
13년 1월 9일에 왕순례를 행 숭의전사(行崇義殿使)로 삼았다.
13년 9월 8일에 호조에서 마전군의 창고의 곡식이 넉넉하지 않으니 서울의 창고에서 나눠주도록 요청하였다.
13년 9월 24일에 조선 세조의 탄신 잔치에 불려갔다.
조선 성종 2년(1471) 7월 29일에 성종이 궁궐 내 재상, 위장 등에게 음식을 공궤하게 하였는데, 왕순례가 이에 참여하였다.
3년(1472) 11월 8일 왕순례(王循禮)가 양어머니를 근친(覲親)하고자 하여 말미를 얻어서 공주(公州)에 가기를 원하니, 성종이 말을 주고 또 약이(藥餌)를 내려 주었다.
7년(1476) 8월 10일과 8년 1월 1일에 인정전에서 베푸는 회례연에 참가하였다.
조선 성종 16년(1485) 6월 10일에 왕순례가 죽으니 부의(賻儀)가 내려졌다.

### 사후
그의 뒤를 이어 아들 왕천계(王千繼)와 손자 왕적(王績)이 숭의전감을 역임했지만 후사가 단절되면서, 다른 일족이 숭의전감을 맡게 되었다.
그의 묘소는 오랫동안 실전되었다가, 1988년 주변 도로 확장 공사 도중 숭의전 입구 근처에서 발견되었다.

## 왕미
왕순례의 일생을 교서감(校書監) 왕미(王亹)라는 인물로 혼동시켜 기록한 경우가 있다. 하지만, 왕미는 조선 태조 때 사람 이어서 왕순례와 시간대가 다르고, 왕순례의 사적이 명백하다.
왕미는 고려 태조 왕건의 왕자인 효은태자 동양군 왕원의 후손이다.

## 가계
- 할아버지: 왕휴(王休)
- 조부의 본처: 권씨(權氏)
  -     - 사촌: 이영상(李永常)
- 할머니: 오씨(吳氏)
  - 아버지: 왕미(王美)
    -       - 서자: 왕천계(王千繼)
        - 서손: 왕적(王績)

태종 26권 13년 11월 15일 (신묘) 2번째기사에 왕휴(王庥)의 아들 왕거을오미(王巨乙吾未)가 보인다. 음의 유사함을 근거로 들어 왕휴(王休)와 왕휴(王庥)가, 왕거을오미(王巨乙吾未)와 왕미(王美)가 동일인물일 수 있다.

## 같이 보기
- 숭의전
- 개성 왕씨